# La Ciénega, Cuyamecalco Villa de Zaragoza
La Ciénega är en ort i Mexiko.   Den ligger i kommunen Cuyamecalco Villa de Zaragoza och delstaten Oaxaca, i den sydöstra delen av landet, 290 km sydost om huvudstaden Mexico City. La Ciénega ligger 1 294 meter över havet och antalet invånare är 195.
Terrängen runt La Ciénega är bergig norrut, men söderut är den kuperad. Runt La Ciénega är det ganska glesbefolkat, med 38 invånare per kvadratkilometer. Närmaste större samhälle är Huautla de Jiménez, 15,6 km norr om La Ciénega. I omgivningarna runt La Ciénega växer i huvudsak städsegrön lövskog.